# Le Mort (film)
Pour les articles homonymes, voir Le Mort.
Pour plus de détails, voir Fiche technique et Distribution.
Le Mort est un film muet français réalisé par Louis Feuillade et Bahier, sorti en 1909.

## Distribution
- Maurice de Féraudy
- Donelly
- Louis Ravet